# Związek Postępowo-Demokratyczny
Związek Postępowo-Demokratyczny (in. Postępowa Demokracja lub „pedecja”) – liberalno-demokratyczna partia polityczna działająca w Królestwie Polskim w latach 1904–1907
Został założony w grudniu 1904 jako liberalna i demokratyczna partia, z inicjatywy Aleksandra Świętochowskiego, Stanisława Aleksandra Kempnera i Aleksandra Lednickiego, jako alternatywa dla narodowej demokracji. Program Związku został przyjęty 1 stycznia 1905. Domagano się w nim: przywrócenia Królestwu charakteru politycznego, w jakim zostało ono przyłączone do Rosji. Ma ono więc być, zastosowaną do wymogów – czasu i potrzeb społeczeństwa odrębną organizacją prawno-polityczną, nie zaś prowincją Cesarstwa rosyjskiego, przezwaną „Krajem Prywiślańskim”. Uważano, że Królestwo Polskie jako odrębna organizacja prawno-polityczna otrzyma samorząd oparty na własnej ustawie zasadniczej uchwalonej przez sejm, wybrany powszechnym, tajnym, równym i bezpośrednim głosowaniem. Ponadto postulowano wprowadzenie ustawodawstwa socjalnego, przeprowadzenie parcelacji majątków ziemskich, stworzenie nowoczesnego systemu szkolnego oraz upowszechnienie instytucji spółdzielczych.
Na łamach organu Związku, „Gazety Handlowej” propagowano zasady wolnej konkurencji i niczym nie krępowanej inicjatywy jednostek, jako najbardziej sprzyjające rozwojowi gospodarczemu. Celem, który sobie stawiano, było dążenie do jak największego rozwinięcia przemysłu krajowego w oparciu o najnowsze zdobycze techniki, tak aby mógł on skutecznie przeciwstawić się konkurencji zagranicznej, tak na obcych rynkach, jak i na rynku wewnętrznym. Istotnym elementem powstającej doktryny postępowców była próba zaszczepienia na grunt polski zasad radykalizmu francuskiego – który w założeniu miał stanowić syntezę dziewiętnastowiecznego liberalizmu z socjalizmem, uzupełnionego o założenia solidaryzmu, uważającego życie społeczne za wzajemną wymianę usług.

Wiele z postulatów pedecji próbowało wprowadzić w życie związane z nią Towarzystwo Kultury Polskiej. Głównymi działaczami byli: Aleksander Świętochowski, Aleksander Lednicki, Henryk Konic, Władysław Smoleński, Rafał Radziwiłłowicz, Stanisław Krzemiński, Tadeusz Balicki, Stanisław Leszczyński, Andrzej Niemojewski, Wacław Łypacewicz. Organami prasowymi były pisma: „Prawda”, „Gazeta Handlowa”, następnie „Nowa Gazeta” także „Echa Kieleckie”.
W końcu rewolucji 1905–1907 część działaczy coraz bardziej ewoluujących w kierunku prawicowym w 1906 dokonało rozłamu i utworzyło, najpierw, Związek Demokratyczny, a później – na jego bazie – Polską Partię Postępową, na czele z Henrykiem Konicem. Pozostali w Związku działacze o bardziej lewicowej proweniencji odbudowali jedność pedecji i wraz z działaczami PPP tworzyli w latach 1907–1909 Polskie Zjednoczenie Postępowe. Definitywny kres tej jedności przyniósł 1909 rok, od którego działały już dwie partie liberalne: Polska Partia Postępowa (dawna prawica ZP-D) i Polskie Zjednoczenie Postępowe (dawna lewica ZP-D).